# Seznam medailistek na mistrovství světa v zápasu ve volném stylu
Toto je seznam medailistek na mistrovství světa žen ve volném stylu.

## Muší váha
| Rok                                                                   | Zlato                    | Stříbro                       | Bronz                         | Bronz                      |
| --------------------------------------------------------------------- | ------------------------ | ----------------------------- | ----------------------------- | -------------------------- |
| 1987                                                                  | Anne Holten (NOR)        | Lynie van der Holst (NED)     | Satomi Sugawara (JPN)         | Satomi Sugawara (JPN)      |
| 1989                                                                  | Chen Ming-hsiu (TPE)     | Tomoko Nacumeda (JPN)         | Afsoon Roshanzamir (USA)      | Afsoon Roshanzamir (USA)   |
| 1990                                                                  | Åsa Pedersen (SWE)       | Afsoon Roshanzamir (USA)      | Chuang Jü-sin (TPE)           | Chuang Jü-sin (TPE)        |
| 1991                                                                  | Miyu Yamamoto (JPN)      | Pan Yanping (CHN)             | Elisabeth Garcia (NOR)        | Elisabeth Garcia (NOR)     |
| 1992                                                                  | Zhong Xiue (CHN)         | Tetey Alibekova (RUS)         | Miho Kamibayashi (JPN)        | Miho Kamibayashi (JPN)     |
| 1993                                                                  | Zhong Xiue (CHN)         | Tricia Saunders (USA)         | Tetey Alibekova (RUS)         | Tetey Alibekova (RUS)      |
| 1994                                                                  | Miho Kamibayashi (JPN)   | Margaret LeGates (USA)        | Hélène Escaich (FRA)          | Hélène Escaich (FRA)       |
| 1995                                                                  | Miyu Yamamoto (JPN)      | Zhong Xiue (CHN)              | Elena Egochina (RUS)          | Elena Egochina (RUS)       |
| 1996                                                                  | Tricia Saunders (USA)    | Angélique Berthenet (FRA)     | Miho Adachi (JPN)             | Miho Adachi (JPN)          |
| 1997                                                                  | Zhong Xiue (CHN)         | Mette Barlie (NOR)            | Farah Touchi (FRA)            | Farah Touchi (FRA)         |
| 1998                                                                  | Tricia Saunders (USA)    | Miyu Yamamoto (JPN)           | Inga Karamčakovová (RUS)      | Inga Karamčakovová (RUS)   |
| 1999                                                                  | Tricia Saunders (USA)    | Zhong Xiue (CHN)              | Inga Karamčakovová (RUS)      | Inga Karamčakovová (RUS)   |
| 2000                                                                  | Iryna Melnyková (UKR)    | Inga Karamčakovová (RUS)      | Carol Huynh (CAN)             | Carol Huynh (CAN)          |
| 2001                                                                  | Iryna Melnyková (UKR)    | Carol Huynh (CAN)             | Brigitte Wagner (GER)         | Brigitte Wagner (GER)      |
| 2002                                                                  | Brigitte Wagner (GER)    | Inga Karamčakovová (RUS)      | Ida Hellström (SWE)           | Ida Hellström (SWE)        |
| 2003                                                                  | Iryna Merleniová (UKR)   | Patricia Miranda (USA)        | Li Hui (CHN)                  | Li Hui (CHN)               |
| 2005                                                                  | Ren Xuecheng (CHN)       | Iryna Merleniová (UKR)        | Carol Huynh (CAN)             | Makiko Sakamoto (JPN)      |
| 2006                                                                  | Chiharu Icho (JPN)       | Ren Xuecheng (CHN)            | Francine De Paola (ITA)       | Iwona Sadowska (POL)       |
| 2007                                                                  | Chiharu Icho (JPN)       | Iryna Merleniová (UKR)        | Li Xiaomei (CHN)              | Mayelis Caripá (VEN)       |
| 2008                                                                  | Clarissa Chun (USA)      | Žuldyz Ešimovová (KAZ)        | Su Guibei (CHN)               | Makiko Sakamoto (JPN)      |
| 2009                                                                  | Marija Stadnyková (AZE)  | Lorisa Ooržaková (RUS)        | So Sim-hyang (PRK)            | Lyudmyla Balushka (UKR)    |
| 2010                                                                  | Hitomi Sakamotová (JPN)  | Lorisa Ooržaková (RUS)        | Carol Huynh (CAN)             | Zhao Shasha (CHN)          |
| 2011                                                                  | Hitomi Obaraová (JPN)    | Marija Stadnyková (AZE)       | Zhao Shasha (CHN)             | Žuldyz Ešimovová (KAZ)     |
| 2012                                                                  | Vanessa Kolodinská (BLR) | Eri Tosaka (JPN)              | Li Xiaomei (CHN)              | Jaqueline Schellin (GER)   |
| 2013                                                                  | Eri Tosaka (JPN)         | Mayelis Caripá (VEN)          | Sü Čcheng (CHN)               | Alyssa Lampe (USA)         |
| 2014                                                                  | Eri Tosaka (JPN)         | Iwona Matkowska (POL)         | Marija Stadnyková (AZE)       | Kim Hyon-gyong (PRK)       |
| 2015                                                                  | Eri Tosaka (JPN)         | Marija Stadnyková (AZE)       | Geneviève Morrison (CAN)      | Jessica Blaszka (NED)      |
| 2017                                                                  | Juki Sasakiová (JPN)     | Alina Vuc (ROU)               | Kim Son-hyang (PRK)           | Evin Demirhan (TUR)        |
| 2018                                                                  | Juki Sasakiová (JPN)     | Marija Stadnyková (AZE)       | Sun Yanan (CHN)               | Oksana Livach (UKR)        |
| 2019                                                                  | Marija Stadnyková (AZE)  | Alina Vuc (ROU)               | Valentina Islamova (KAZ)      | Ekaterina Poleshchuk (RUS) |
| 2021                                                                  | Remina Yoshimoto (JPN)   | Sarah Hildebrandt (USA)       | Dolgorjavyn Otgonjargal (MGL) | Nadezhda Sokolova (RUS)    |
| 2022                                                                  | Juki Sasakiová (JPN)     | Dolgorjavyn Otgonjargal (MGL) | Sarah Hildebrandt (USA)       | Anna Łukasiak (POL)        |
| 2023                                                                  | Juki Sasakiová (JPN)     | Dolgorjavyn Otgonjargal (MGL) | Feng Ziqi (CHN)               | Sarah Hildebrandt (USA)    |
| 2024                                                                  | nebyla na programu       | nebyla na programu            | nebyla na programu            | nebyla na programu         |
| 2025                                                                  |                          |                               |                               |                            |
| 47 kg: 1987–1996 • 46 kg: 1997–2001 • 48 kg: 2002–2017 • 50 kg: 2018– |                          |                               |                               |                            |

## Bantamová  váha
| Rok                                                | Zlato                      | Stříbro                         | Bronz                    | Bronz                          |
| -------------------------------------------------- | -------------------------- | ------------------------------- | ------------------------ | ------------------------------ |
| 1987                                               | Anne Marie Halvorsen (NOR) | Kyoko Fukuda (JPN)              | Martine Poupon (FRA)     | Martine Poupon (FRA)           |
| 1989                                               | Anne Holten (NOR)          | Asia DeWeese (USA)              | Martine Poupon (FRA)     | Martine Poupon (FRA)           |
| 1990                                               | Martine Poupon (FRA)       | Helena Honkamaa (SWE)           | Trine Bentzen (NOR)      | Trine Bentzen (NOR)            |
| 1991                                               | Martine Poupon (FRA)       | Shannon Willia (USA)            | Yoko Higashi (JPN)       | Yoko Higashi (JPN)             |
| 1992                                               | Tricia Saunders (USA)      | Yoshiko Endo (JPN)              | Martine Poupon (FRA)     | Martine Poupon (FRA)           |
| 1993                                               | Anna Gomis (FRA)           | Shannon Willia (USA)            | Yoshiko Endo (JPN)       | Yoshiko Endo (JPN)             |
| 1994                                               | Miyu Yamamoto (JPN)        | Anna Gomis (FRA)                | Jelena Jegošinová (RUS)  | Jelena Jegošinová (RUS)        |
| 1995                                               | Sanijat Ganačujevová (RUS) | Gyula Pérez (VEN)               | Yoshiko Endo (JPN)       | Yoshiko Endo (JPN)             |
| 1996                                               | Olga Smirnovová (RUS)      | Yoshiko Endo (JPN)              | Ida Hellström (SWE)      | Ida Hellström (SWE)            |
| 1997                                               | Joanna Piasecka (POL)      | Shannon Willia (USA)            | Miho Adachi (JPN)        | Miho Adachi (JPN)              |
| 1998                                               | Atsuko Shinomura (JPN)     | Ida Hellström (SWE)             | Jelena Jegošinová (RUS)  | Jelena Jegošinová (RUS)        |
| 1999                                               | Seiko Yamamoto (JPN)       | Erica Sharp (CAN)               | Gao Yanzhi (CHN)         | Gao Yanzhi (CHN)               |
| 2000                                               | Hitomi Sakamotová (JPN)    | Patricia Miranda (USA)          | Ida Hellström (SWE)      | Ida Hellström (SWE)            |
| 2001                                               | Hitomi Sakamotová (JPN)    | Stephanie Murata (USA)          | Gao Yanzhi (CHN)         | Gao Yanzhi (CHN)               |
| 2002                                               | Sofia Poumpouridou (GRE)   | Chiharu Icho (JPN)              | Natalja Golcová (RUS)    | Natalja Golcová (RUS)          |
| 2003                                               | Chiharu Icho (JPN)         | Natalja Karamčakovová (RUS)     | Jenny Wong (USA)         | Jenny Wong (USA)               |
| 2005                                               | Hitomi Sakamotová (JPN)    | Vanessa Boubryemm (FRA)         | Wen Juling (CHN)         | Tsogtbazaryn Enkhjargal (MGL)  |
| 2006                                               | Hitomi Sakamotová (JPN)    | Lyndsay Belisle (CAN)           | Alena Adashinskaya (RUS) | Patricia Miranda (USA)         |
| 2007                                               | Hitomi Sakamotová (JPN)    | Ren Xuecheng (CHN)              | Erica Sharp (CAN)        | Anne-Catherine Deluntsch (FRA) |
| 2008                                               | Hitomi Sakamotová (JPN)    | Maryna Markevich (BLR)          | Vanessa Boubryemm (FRA)  | Yuliya Blahinya (UKR)          |
| 2009                                               | Sofia Mattssonová (SWE)    | Han Kum-ok (PRK)                | Yuri Kai (JPN)           | Oleksandra Kohut (UKR)         |
| 2010                                               | Oleksandra Kohut (UKR)     | Yu Horiuchi (JPN)               | Zamira Rakhmanova (RUS)  | Sofia Mattssonová (SWE)        |
| 2011                                               | Zamira Rakhmanova (RUS)    | Davaasükhiin Otgontsetseg (MGL) | Patimat Bagomedova (AZE) | Jessica MacDonald (CAN)        |
| 2012                                               | Jessica MacDonald (CAN)    | Sun Yanan (CHN)                 | Babita Kumari (IND)      | Alyssa Lampe (USA)             |
| 2013                                               | Sun Yanan (CHN)            | Erdenechimegiin Sumiyaa (MGL)   | Jessica MacDonald (CAN)  | So Sim-hyang (PRK)             |
| 2014                                               | Saori Jošidaová (JPN)      | Sofia Mattssonová (SWE)         | Jillian Gallays (CAN)    | Jong Myong-suk (PRK)           |
| 2015                                               | Saori Jošidaová (JPN)      | Sofia Mattssonová (SWE)         | Odunayo Adekuoroye (NGR) | Jong Myong-suk (PRK)           |
| 2017                                               | Vanessa Kolodinská (BLR)   | Mayu Mukaida (JPN)              | Maria Prevolaraki (GRE)  | Roksana Zasina (POL)           |
| 2018                                               | Haruna Okuno (JPN)         | Sarah Hildebrandt (USA)         | Diana Weicker (CAN)      | Pang Qianyu (CHN)              |
| 2019                                               | Pak Yong-mi (PRK)          | Mayu Mukaida (JPN)              | Pang Qianyu (CHN)        | Vinesh Phogat (IND)            |
| 2021                                               | Akari Fujinami (JPN)       | Iulia Leorda (MDA)              | Katarzyna Krawczyk (POL) | Samantha Stewart (CAN)         |
| 2022                                               | Dominique Parrish (USA)    | Batkhuyagiin Khulan (MGL)       | Vinesh Phogat (IND)      | Maria Prevolaraki (GRE)        |
| 2023                                               | Akari Fujinami (JPN)       | Vanesa Kaladzinskaya (AIN)      | Lucía Yépez (ECU)        | UWW Antim Panghal (UWW)        |
| 2024                                               | nebyla na programu         | nebyla na programu              | nebyla na programu       | nebyla na programu             |
| 2025                                               |                            |                                 |                          |                                |
| 50 kg: 1987–1996 • 51 kg: 1997–2013 • 53 kg: 2014– |                            |                                 |                          |                                |

## Pérová váha
| Rok                                    | Zlato                    | Stříbro                    | Bronz                        | Bronz                           |
| -------------------------------------- | ------------------------ | -------------------------- | ---------------------------- | ------------------------------- |
| 1987                                   | Sylvie van Gucht (FRA)   | Line Johansen (NOR)        | Stine Johansen (NOR)         | Stine Johansen (NOR)            |
| 1989                                   | Sylvie van Gucht (FRA)   | Chou Yu-ping (TPE)         | Lotte Søvre (NOR)            | Lotte Søvre (NOR)               |
| 1990                                   | Sylvie van Gucht (FRA)   | Yoshiko Endo (JPN)         | Lotte Søvre (NOR)            | Lotte Søvre (NOR)               |
| 1991                                   | Zhang Xia (CHN)          | Yoshiko Endo (JPN)         | Wendy Izaguirre (VEN)        | Wendy Izaguirre (VEN)           |
| 1992                                   | Wendy Izaguirre (VEN)    | Akemi Kawasaki (JPN)       | Liudmila Popova (RUS)        | Liudmila Popova (RUS)           |
| 1993                                   | Line Johansen (NOR)      | Akemi Kawasaki (JPN)       | Wendy Izaguirre (VEN)        | Wendy Izaguirre (VEN)           |
| 1994                                   | Akemi Kawasaki (JPN)     | Shannon Willia (USA)       | Sophie Pluquet (FRA)         | Sophie Pluquet (FRA)            |
| 1995                                   | Sophie Pluquet (FRA)     | Kozue Kimura (JPN)         | Wendy Izaguirre (VEN)        | Wendy Izaguirre (VEN)           |
| 1996                                   | Anna Gomis (FRA)         | Jennifer Ryz (CAN)         | Ryoko Sakae (JPN)            | Ryoko Sakae (JPN)               |
| 2014                                   | Chiho Hamada (JPN)       | Irina Ologonovová (RUS)    | Iryna Khariv (UKR)           | Helen Maroulis (USA)            |
| 2015                                   | Helen Maroulis (USA)     | Irina Ologonovová (RUS)    | Evelina Nikolova (BUL)       | Tetyana Kit (UKR)               |
| 2016                                   | Mayu Mukaida (JPN)       | Irina Ologonovová (RUS)    | Aiyim Abdildina (KAZ)        | Davaasükhiin Otgontsetseg (MGL) |
| 2017                                   | Haruna Okuno (JPN)       | Odunayo Adekuoroye (NGR)   | Iryna Kuračkinová (BLR)      | Becka Leathers (USA)            |
| 2018                                   | Mayu Mukaida (JPN)       | Zalina Sidakova (BLR)      | Lianna Montero (CUB)         | Jong Myong-suk (PRK)            |
| 2019                                   | Jacarra Winchester (USA) | Nanami Irie (JPN)          | Bat-Ochiryn Bolortuyaa (MGL) | Olga Chorošavcevová (RUS)       |
| 2021                                   | Tsugumi Sakurai (JPN)    | Nina Hemmer (GER)          | Oleksandra Khomenets (UKR)   | Jenna Burkert (USA)             |
| 2022                                   | Mayu Shidochi (JPN)      | Oleksandra Khomenets (UKR) | Xie Mengyu (CHN)             | Karla Godinez (CAN)             |
| 2023                                   | Haruna Okuno (JPN)       | Jacarra Winchester (USA)   | Anastasia Blayvas (GER)      | Mariana Drăguțan (MDA)          |
| 2024                                   | Moe Kiyooka (JPN)        | Zhang Jin (CHN)            | Tatiana Debien (FRA)         | Iryna Kurachkina ([[Země\|]])   |
| 2025                                   |                          |                            |                              |                                 |
| 53 kg: 1987–1996 • 55 kg: 2014–doposud |                          |                            |                              |                                 |

## Lehká váha
| Rok                                                                                      | Zlato                  | Stříbro                   | Bronz                     | Bronz                           |
| ---------------------------------------------------------------------------------------- | ---------------------- | ------------------------- | ------------------------- | ------------------------------- |
| 1987                                                                                     | Isabelle Dourthe (FRA) | Sylvie Maret (FRA)        | Silje Hauland (NOR)       | Silje Hauland (NOR)             |
| 1989                                                                                     | Gudrun Høie (NOR)      | Ryoko Sakamoto (JPN)      | Inge Krasser (SUI)        | Inge Krasser (SUI)              |
| 1990                                                                                     | Gudrun Høie (NOR)      | Olga Lugo (VEN)           | Ryoko Sakamoto (JPN)      | Ryoko Sakamoto (JPN)            |
| 1991                                                                                     | Olga Lugo (VEN)        | Gudrun Høie (NOR)         | Marine Roy (FRA)          | Marine Roy (FRA)                |
| 1992                                                                                     | Ryoko Sakamoto (JPN)   | Marine Roy (FRA)          | Line Johansen (NOR)       | Line Johansen (NOR)             |
| 1993                                                                                     | Gudrun Høie (NOR)      | Olga Lugo (VEN)           | Huang Ai-chun (TPE)       | Huang Ai-chun (TPE)             |
| 1994                                                                                     | Line Johansen (NOR)    | Zohya Dahmani (FRA)       | Sara Eriksson (SWE)       | Sara Eriksson (SWE)             |
| 1995                                                                                     | Sara Eriksson (SWE)    | Lene Aanes (NOR)          | Anna Gomis (FRA)          | Anna Gomis (FRA)                |
| 1996                                                                                     | Sara Eriksson (SWE)    | Jackie Berube (USA)       | Lene Aanes (NOR)          | Lene Aanes (NOR)                |
| 1997                                                                                     | Anna Gomis (FRA)       | Mariko Shimizu (JPN)      | Sara Eriksson (SWE)       | Sara Eriksson (SWE)             |
| 1998                                                                                     | Gudrun Høie (NOR)      | Anna Gomis (FRA)          | Sara Eriksson (SWE)       | Sara Eriksson (SWE)             |
| 1999                                                                                     | Anna Gomis (FRA)       | Mariko Shimizu (JPN)      | Gudrun Høie (NOR)         | Gudrun Høie (NOR)               |
| 2000                                                                                     | Seiko Yamamoto (JPN)   | Tetyana Lazareva (UKR)    | Jennifer Ryz (CAN)        | Jennifer Ryz (CAN)              |
| 2001                                                                                     | Seiko Yamamoto (JPN)   | Ljubov Volosovová (RUS)   | Tetyana Lazareva (UKR)    | Tetyana Lazareva (UKR)          |
| 2002                                                                                     | Saori Jošidaová (JPN)  | Tina George (USA)         | Ida-Theres Karlsson (SWE) | Ida-Theres Karlsson (SWE)       |
| 2003                                                                                     | Saori Jošidaová (JPN)  | Tina George (USA)         | Natalja Golcová (RUS)     | Natalja Golcová (RUS)           |
| 2005                                                                                     | Saori Jošidaová (JPN)  | Su Lihui (CHN)            | Tonya Verbeeková (CAN)    | Natalja Golcová (RUS)           |
| 2006                                                                                     | Saori Jošidaová (JPN)  | Mariya Yahorava (BLR)     | Minerva Montero (ESP)     | Ida-Theres Karlsson (SWE)       |
| 2007                                                                                     | Saori Jošidaová (JPN)  | Ida-Theres Karlsson (SWE) | Olga Smirnovová (KAZ)     | Natalja Golcová (RUS)           |
| 2008                                                                                     | Saori Jošidaová (JPN)  | Tetyana Lazareva (UKR)    | Brittanee Laverdure (CAN) | Tatiana Suarez (USA)            |
| 2009                                                                                     | Saori Jošidaová (JPN)  | Sona Ahmadli (AZE)        | Alena Filipava (BLR)      | Tonya Verbeeková (CAN)          |
| 2010                                                                                     | Saori Jošidaová (JPN)  | Julija Ratkevičová (AZE)  | Anna Gomis (FRA)          | Tatiana Suarez (USA)            |
| 2011                                                                                     | Saori Jošidaová (JPN)  | Tonya Verbeeková (CAN)    | Ida-Theres Nerell (SWE)   | Tetyana Lazareva (UKR)          |
| 2012                                                                                     | Saori Jošidaová (JPN)  | Helen Maroulis (USA)      | Maria Prevolaraki (GRE)   | Geeta Phogat (IND)              |
| 2013                                                                                     | Saori Jošidaová (JPN)  | Sofia Mattssonová (SWE)   | Emese Barkaová (HUN)      | Valerija Koblovová (RUS)        |
| 2014                                                                                     | Kaori Ičová (JPN)      | Valerija Koblovová (RUS)  | Anastasiya Huchok (BLR)   | Elif Jale Yeşilırmak (TUR)      |
| 2015                                                                                     | Kaori Ičová (JPN)      | Petra Olli (FIN)          | Julija Ratkevičová (AZE)  | Elif Jale Yeşilırmak (TUR)      |
| 2017                                                                                     | Helen Maroulis (USA)   | Marwa Amri (TUN)          | Michelle Fazzari (CAN)    | Aisuluu Tynybekova (KGZ)        |
| 2018                                                                                     | Rong Ningning (CHN)    | Bilyana Dudova (BUL)      | Emese Barkaová (HUN)      | Pooja Dhanda (IND)              |
| 2019                                                                                     | Risako Kawai (JPN)     | Rong Ningning (CHN)       | Iryna Kuračkinová (BLR)   | Odunayo Adekuoroye (NGR)        |
| 2021                                                                                     | Helen Maroulis (USA)   | Anshu Malik (IND)         | Sae Nanjo (JPN)           | Erkhembayaryn Davaachimeg (MGL) |
| 2022                                                                                     | Tsugumi Sakurai (JPN)  | Helen Maroulis (USA)      | Anhelina Lysak (POL)      | Alina Hrushyna (UKR)            |
| 2023                                                                                     | Tsugumi Sakurai (JPN)  | Anastasia Nichita (MDA)   | Odunayo Adekuoroye (NGR)  | Helen Maroulis (USA)            |
| 2024                                                                                     | nebyla na programu     | nebyla na programu        | nebyla na programu        | nebyla na programu              |
| 2025                                                                                     |                        |                           |                           |                                 |
| 57 kg: 1987–1996 • 56 kg: 1997–2001 • 55 kg: 2002–2013 • 58 kg: 2004–2017 • 57 kg: 2018– |                        |                           |                           |                                 |

## Velterová  váha
| Rok                                                       | Zlato                         | Stříbro                       | Bronz                      | Bronz                         |
| --------------------------------------------------------- | ----------------------------- | ----------------------------- | -------------------------- | ----------------------------- |
| 2002                                                      | Alena Kartashova (RUS)        | Lotta Andersson (SWE)         | Mabel Fonseca (PUR)        | Mabel Fonseca (PUR)           |
| 2003                                                      | Seiko Yamamoto (JPN)          | Natalja Ivaško (RUS)          | Sally Roberts (USA)        | Sally Roberts (USA)           |
| 2005                                                      | Ayako Shoda (JPN)             | Marianna Sastinová (HUN)      | Lene Aanes (NOR)           | Sally Roberts (USA)           |
| 2006                                                      | Ayako Shoda (JPN)             | Su Lihui (CHN)                | Alka Tomar (IND)           | Nataliya Sinishin (UKR)       |
| 2007                                                      | Audrey Prieto (FRA)           | Stéphanie Groß (GER)          | Dorjiin Narmandakh (MGL)   | Nataliya Sinishin (UKR)       |
| 2008                                                      | Ayako Shoda (JPN)             | Natalja Golcová (RUS)         | Elvira Mursalova (AZE)     | Agata Pietrzyk (POL)          |
| 2009                                                      | Julija Ratkevičová (AZE)      | Agata Pietrzyk (POL)          | Marianna Sastinová (HUN)   | Hanna Vasylenko (UKR)         |
| 2010                                                      | Soronzonboldyn Batceceg (MGL) | Zhang Lan (CHN)               | Ayako Shoda (JPN)          | Sofia Mattssonová (SWE)       |
| 2011                                                      | Hanna Vasylenko (UKR)         | Sofia Mattssonová (SWE)       | Sona Ahmadli (AZE)         | Takako Saito (JPN)            |
| 2012                                                      | Zhang Lan (CHN)               | Zalina Sidakova (BLR)         | Olga Butkevych (GBR)       | Tungalagiin Mönkhtuyaa (MGL)  |
| 2013                                                      | Marianna Sastinová (HUN)      | Taybe Yusein (BUL)            | Julija Ratkevičová (AZE)   | Tungalagiin Mönkhtuyaa (MGL)  |
| 2014                                                      | Sükheegiin Tserenchimed (MGL) | Julija Ratkevičová (AZE)      | Taybe Yusein (BUL)         | Natalja Golcová (RUS)         |
| 2015                                                      | Oksana Herhel (UKR)           | Sükheegiin Tserenchimed (MGL) | Dzhanan Manolova (BUL)     | Leigh Jaynes (USA)            |
| 2016                                                      | Pei Xingru (CHN)              | Alli Raganová (USA)           | Emese Barkaová (HUN)       | Linda Morais (CAN)            |
| 2017                                                      | Risako Kawaiová (JPN)         | Alli Raganová (USA)           | Johanna Mattssonová (SWE)  | Anastasija Grigorjevová (LAT) |
| 2018                                                      | Risako Kawaiová (JPN)         | Elif Jale Yeşilırmaková (TUR) | Pchej Sing-žu (CHN)        | Bátardžavyn Šóvdor (MGL)      |
| 2019                                                      | Linda Moraisová (CAN)         | Ljubov Ovčarovová (RUS)       | Pchej Sing-žu (CHN)        | Bátardžavyn Šóvdor (MGL)      |
| 2021                                                      | Bilyana Dudova (BUL)          | Akie Hanai (JPN)              | Baatarjavyn Shoovdor (MGL) | Sarita Mor (IND)              |
| 2022                                                      | Anastasia Nichita (MDA)       | Grace Bullenová (NOR)         | Jowita Wrzesień (POL)      | Sakura Motoki (JPN)           |
| 2023                                                      | Zhang Qi (CHN)                | Yuliya Tkach (UKR)            | Othelie Høie (NOR)         | Jennifer Rogers (USA)         |
| 2024                                                      | Risako Kinjo (JPN)            | Sükheegiin Tserenchimed (MGL) | Mansi Ahlawat (IND)        | Elena Brugger (GER)           |
| 2025                                                      |                               |                               |                            |                               |
| 59 kg: 2002–2013 • 60 kg: 2014–2017 • 59 kg: 2018–doposud |                               |                               |                            |                               |

## Střední váha
| Rok                                                                   | Zlato                         | Stříbro                       | Bronz                       | Bronz                        |
| --------------------------------------------------------------------- | ----------------------------- | ----------------------------- | --------------------------- | ---------------------------- |
| 1987                                                                  | Ine Barlie (NOR)              | Akiko Iijima (JPN)            | Pia Buchholtz (DEN)         | Pia Buchholtz (DEN)          |
| 1989                                                                  | Jocelyne Sagon (FRA)          | Ine Barlie (NOR)              | Kimie Hoshikawa (JPN)       | Kimie Hoshikawa (JPN)        |
| 1990                                                                  | Brigitte Siffert (FRA)        | Kimie Hoshikawa (JPN)         | Ine Barlie (NOR)            | Ine Barlie (NOR)             |
| 1991                                                                  | Brigitte Siffert (FRA)        | Kimie Hoshikawa (JPN)         | Line Johansen (NOR)         | Line Johansen (NOR)          |
| 1992                                                                  | Ine Barlie (NOR)              | Kimie Hoshikawa (JPN)         | Kong Yan (CHN)              | Kong Yan (CHN)               |
| 1993                                                                  | Nikola Hartmann (AUT)         | Isabelle Dourthe (FRA)        | Lene Barlie (NOR)           | Lene Barlie (NOR)            |
| 1994                                                                  | Nikola Hartmann (AUT)         | Isabelle Dourthe (FRA)        | Natalja Ivanovová (RUS)     | Natalja Ivanovová (RUS)      |
| 1995                                                                  | Nikola Hartmann (AUT)         | Natalja Ivanovová (RUS)       | Kong Yan (CHN)              | Kong Yan (CHN)               |
| 1996                                                                  | Mikiko Miyazaki (JPN)         | Natalja Ivanovová (RUS)       | Stéphanie Groß (GER)        | Stéphanie Groß (GER)         |
| 1997                                                                  | Lise Golliot (FRA)            | Stéphanie Groß (GER)          | Małgorzata Bassa (POL)      | Małgorzata Bassa (POL)       |
| 1998                                                                  | Nikola Hartmann (AUT)         | Lene Aanes (NOR)              | Natalja Vinogradovová (RUS) | Natalja Vinogradovová (RUS)  |
| 1999                                                                  | Ayako Shoda (JPN)             | Meng Lili (CHN)               | Lotta Andersson (SWE)       | Lotta Andersson (SWE)        |
| 2000                                                                  | Nikola Hartmann (AUT)         | Rena Iwama (JPN)              | Stéphanie Groß (GER)        | Stéphanie Groß (GER)         |
| 2001                                                                  | Meng Lili (CHN)               | Diletta Giampiccolo (ITA)     | Lene Aanes (NOR)            | Lene Aanes (NOR)             |
| 2002                                                                  | Kaori Ičová (JPN)             | Sara Eriksson (SWE)           | Lene Aanes (NOR)            | Lene Aanes (NOR)             |
| 2003                                                                  | Kaori Ičová (JPN)             | Sara McMann (USA)             | Viola Yanik (CAN)           | Viola Yanik (CAN)            |
| 2005                                                                  | Kaori Ičová (JPN)             | Jing Ruixue (CHN)             | Volga Chilko (BLR)          | Sara McMann (USA)            |
| 2006                                                                  | Kaori Ičová (JPN)             | Xu Haiyan (CHN)               | Monika Rogien (POL)         | Helena Allandi (SWE)         |
| 2007                                                                  | Kaori Ičová (JPN)             | Jelena Šalyginová (KAZ)       | Monika Rogien (POL)         | Sara McMann (USA)            |
| 2008                                                                  | Mio Nishimaki (JPN)           | Ljubov Volosovová (RUS)       | Meng Lili (CHN)             | Audrey Prieto (FRA)          |
| 2009                                                                  | Mio Nishimaki (JPN)           | Ljubov Volosovová (RUS)       | Justine Bouchard (CAN)      | Jelena Šalyginová (KAZ)      |
| 2010                                                                  | Kaori Ičová (JPN)             | Elena Pirozhkova (USA)        | Lubov Volosova (RUS)        | Henna Johansson (SWE)        |
| 2011                                                                  | Kaori Ičová (JPN)             | Marianna Sastinová (HUN)      | Jing Ruixue (CHN)           | Ochirbatyn Nasanburmaa (MGL) |
| 2012                                                                  | Elena Pirozhkova (USA)        | Taybe Yusein (BUL)            | Justine Bouchard (CAN)      | Xiluo Zhuoma (CHN)           |
| 2013                                                                  | Kaori Ičová (JPN)             | Soronzonboldyn Batceceg (MGL) | Yekaterina Larionova (KAZ)  | Elena Pirozhkova (USA)       |
| 2014                                                                  | Julija Tkačová (UKR)          | Elena Pirozhkova (USA)        | Anastasija Grigorjeva (LAT) | Valerija Lazinská (RUS)      |
| 2015                                                                  | Soronzonboldyn Batceceg (MGL) | Risako Kawai (JPN)            | Taybe Yusein (BUL)          | Julija Tkačová (UKR)         |
| 2017                                                                  | Pürevdorjiin Orkhon (MGL)     | Julija Tkačová (UKR)          | Jackeline Rentería (COL)    | Valerija Lazinská (RUS)      |
| 2018                                                                  | Taybe Yusein (BUL)            | Yukako Kawai (JPN)            | Julija Tkačová (UKR)        | Mallory Velte (USA)          |
| 2019                                                                  | Inna Tražukovová (KGZ)        | Taybe Yusein (BUL)            | Yukako Kawai (JPN)          | Henna Johansson (SWE)        |
| 2021                                                                  | Inna Tražukovová (KGZ)        | Kayla Miracle (USA)           | Nonoka Ozaki (JPN)          | Enkhbatyn Gantuyaa (MGL)     |
| 2022                                                                  | Nonoka Ozaki (JPN)            | Kayla Miracle (USA)           | Ilona Prokopevniuk (UKR)    | Luo Xiaojuan (CHN)           |
| 2023                                                                  | Aisuluu Tynybekova (KGZ)      | Sakura Motoki (JPN)           | Grace Bullenová (NOR)       | Iryna Koliadenko (UKR)       |
| 2024                                                                  | nebyla na programu            | nebyla na programu            | nebyla na programu          | nebyla na programu           |
| 2025                                                                  |                               |                               |                             |                              |
| 61 kg: 1987–1996 • 62 kg: 1997–2001 • 63 kg: 2002–2017 • 62 kg: 2018– |                               |                               |                             |                              |

## Super střední váha
| Rok                 | Zlato                  | Stříbro                 | Bronz                   | Bronz                   |
| ------------------- | ---------------------- | ----------------------- | ----------------------- | ----------------------- |
| 1987                | Brigitte Herlin (FRA)  | Dorthe Pedersen (DEN)   | Kimie Hoshikawa (JPN)   | Kimie Hoshikawa (JPN)   |
| 1989                | Emmanuelle Blind (FRA) | Nina Nilsen (NOR)       | Akiko Iijima (JPN)      | Akiko Iijima (JPN)      |
| 1990                | Akiko Iijima (JPN)     | Ling Wu-mei (TPE)       | Line Johansen (NOR)     | Line Johansen (NOR)     |
| 1991                | Akiko Iijima (JPN)     | Ine Barlie (NOR)        | Sylvie Thomé (FRA)      | Sylvie Thomé (FRA)      |
| 1992                | Wang Chaoli (CHN)      | Wu Huei-li (TPE)        | Elmira Kurbanova (RUS)  | Elmira Kurbanova (RUS)  |
| 1993                | Wang Chaoli (CHN)      | Elmira Kurbanova (RUS)  | Janna Penny (CAN)       | Janna Penny (CAN)       |
| 1994                | Yayoi Urano (JPN)      | Doris Blind (FRA)       | Maria Krekaya (UKR)     | Maria Krekaya (UKR)     |
| 1995                | Yayoi Urano (JPN)      | Doris Blind (FRA)       | Natalia Lazarenko (RUS) | Natalia Lazarenko (RUS) |
| 1996                | Yayoi Urano (JPN)      | Doris Blind (FRA)       | Elmira Kurbanova (RUS)  | Elmira Kurbanova (RUS)  |
| 2018                | Petra Olli (FIN)       | Danielle Lappage (CAN)  | Irina Netreba (AZE)     | Ayana Gempei (JPN)      |
| 2019                | Inna Tražukovová (RUS) | Iryna Koliadenko (UKR)  | Elis Manolova (AZE)     | Wang Xiaoqian (CHN)     |
| 2021                | Irina Rîngaci (MDA)    | Miwa Morikawa (JPN)     | Johanna Mattsson (SWE)  | Forrest Molinari (USA)  |
| 2022                | Miwa Morikawa (JPN)    | Long Jia (CHN)          | Mallory Velte (USA)     | Koumba Larroque (FRA)   |
| 2023                | Nonoka Ozaki (JPN)     | Macey Kilty (USA)       | Mimi Hristova (BUL)     | Lili Lili (CHN)         |
| 2024                | Long Jia (CHN)         | Kateryna Zelenykh (ROU) | Macey Kilty (USA)       | Miwa Morikawa (JPN)     |
| 2025                |                        |                         |                         |                         |
| 65 kg: 1987–doposud |                        |                         |                         |                         |

## Lehká těžká váha
| Rok                                                                                      | Zlato                        | Stříbro                       | Bronz                        | Bronz                         |
| ---------------------------------------------------------------------------------------- | ---------------------------- | ----------------------------- | ---------------------------- | ----------------------------- |
| 1987                                                                                     | Georgette Jean (FRA)         | Rika Iwama (JPN)              | Hege Reitan (NOR)            | Hege Reitan (NOR)             |
| 1989                                                                                     | Georgette Jean (FRA)         | Leia Kawaii (USA)             | Rika Iwama (JPN)             | Rika Iwama (JPN)              |
| 1990                                                                                     | Rika Iwama (JPN)             | Emmanuelle Blind (FRA)        | Laura Martínez (ARG)         | Laura Martínez (ARG)          |
| 1991                                                                                     | Yayoi Urano (JPN)            | Emmanuelle Blind (FRA)        | Mirna Martínez (VEN)         | Mirna Martínez (VEN)          |
| 1992                                                                                     | Xiomara Guevara (VEN)        | Yayoi Urano (JPN)             | Chen Chin-ping (TPE)         | Chen Chin-ping (TPE)          |
| 1993                                                                                     | Yayoi Urano (JPN)            | Christine Nordhagen (CAN)     | Chen Chin-ping (TPE)         | Chen Chin-ping (TPE)          |
| 1994                                                                                     | Christine Nordhagen (CAN)    | Elmira Kurbanova (RUS)        | Mikiko Miyazaki (JPN)        | Mikiko Miyazaki (JPN)         |
| 1995                                                                                     | Lise Golliot (FRA)           | Elmira Kurbanova (RUS)        | Nina Englich (GER)           | Nina Englich (GER)            |
| 1996                                                                                     | Christine Nordhagen (CAN)    | Galina Ivanova (BUL)          | Lise Golliot (FRA)           | Lise Golliot (FRA)            |
| 1997                                                                                     | Christine Nordhagen (CAN)    | Sandy Bacherová (USA)         | Nina Englich (GER)           | Nina Englich (GER)            |
| 1998                                                                                     | Christine Nordhagen (CAN)    | Stéphanie Groß (GER)          | Sandy Bacherová (USA)        | Sandy Bacherová (USA)         |
| 1999                                                                                     | Sandy Bacherová (USA)        | Anita Schätzle (GER)          | Anna Šamovová (RUS)          | Anna Šamovová (RUS)           |
| 2000                                                                                     | Kristie Marano (USA)         | Anna Šamovová (RUS)           | Tomoe Miyamoto (JPN)         | Tomoe Miyamoto (JPN)          |
| 2001                                                                                     | Christine Nordhagen (CAN)    | Toccara Montgomery (USA)      | Anita Schätzle (GER)         | Anita Schätzle (GER)          |
| 2002                                                                                     | Kateryna Burmistrovová (UKR) | Lise Legrand (FRA)            | Kristie Marano (USA)         | Kristie Marano (USA)          |
| 2003                                                                                     | Kristie Marano (USA)         | Ewelina Pruszko (POL)         | Svetlana Martinenko (RUS)    | Svetlana Martinenko (RUS)     |
| 2005                                                                                     | Meng Lili (CHN)              | Martine Dugrenier (CAN)       | Elena Perepelkina (RUS)      | Cathrine Downing (USA)        |
| 2006                                                                                     | Jing Ruixue (CHN)            | Martine Dugrenier (CAN)       | Maria Müller (GER)           | Eri Sakamoto (JPN)            |
| 2007                                                                                     | Jing Ruixue (CHN)            | Martine Dugrenier (CAN)       | Natalia Kuksina (RUS)        | Cathrine Downing (USA)        |
| 2008                                                                                     | Martine Dugrenier (CAN)      | Mami Shinkai (JPN)            | Ochirbatyn Nasanburmaa (MGL) | Kateryna Burmistrovová (UKR)  |
| 2009                                                                                     | Martine Dugrenier (CAN)      | Julija Bartnovská (RUS)       | Badrakhyn Odonchimeg (MGL)   | Ifeoma Iheanacho (Nigérie)    |
| 2010                                                                                     | Martine Dugrenier (CAN)      | Jelena Šalyginová (KAZ)       | Ifeoma Iheanacho (Nigérie)   | Alla Cherkasova (UKR)         |
| 2011                                                                                     | Xi Luozhuoma (CHN)           | Banzragchiin Oyuunsüren (MGL) | Jošiko Inoue (JPN)           | Adeline Gray (USA)            |
| 2012                                                                                     | Adeline Gray (USA)           | Dorothy Yeats (CAN)           | Hong Yan (CHN)               | Jošiko Inoue (JPN)            |
| 2013                                                                                     | Alina Stadnyková (UKR)       | Stacie Anaka (CAN)            | Sara Dosho (JPN)             | Ochirbatyn Nasanburmaa (MGL)  |
| 2014                                                                                     | Aline Focken (GER)           | Sara Dosho (JPN)              | Laura Skujiņa (LAT)          | Natalja Vorobjovová (RUS)     |
| 2015                                                                                     | Natalja Vorobjovová (RUS)    | Zhou Feng (CHN)               | Aline Focken (GER)           | Sara Dosho (JPN)              |
| 2017                                                                                     | Sara Došóová (JPN)           | Aline Fockenová (GER)         | Jüe Chan (CHN)               | Koumba Larroqueová (FRA)      |
| 2018                                                                                     | Alla Čerkasovová (UKR)       | Koumba Larroqueová (FRA)      | Čou Feng (CHN)               | Tamyra Mensahová (USA)        |
| 2019                                                                                     | Tamyra Mensah-Stock (USA)    | Jenny Fransson (SWE)          | Anna Schell (GER)            | Soronzonboldyn Batceceg (MGL) |
| 2021                                                                                     | Meerim Žumanazarovová (KGZ)  | Rin Miyaji (JPN)              | Tamyra Mensah-Stock (USA)    | Chanum Velijevová (RUS)       |
| 2022                                                                                     | Tamyra Mensah-Stock (USA)    | Ami Ishii (JPN)               | Linda Morais (CAN)           | Irina Rîngaci (MDA)           |
| 2023                                                                                     | Buse Tosun (TUR)             | Enkhsaikhany Delgermaa (MGL)  | Koumba Larroque (FRA)        | Irina Rîngaci (MDA)           |
| 2024                                                                                     | nebyla na programu           | nebyla na programu            | nebyla na programu           | nebyla na programu            |
| 2025                                                                                     |                              |                               |                              |                               |
| 70 kg: 1987–1996 • 68 kg: 1997–2001 • 67 kg: 2002–2013 • 69 kg: 2014–2017 • 68 kg: 2018– |                              |                               |                              |                               |

## První těžká váha
| Rok                 | Zlato                     | Stříbro                      | Bronz                   | Bronz                      |
| ------------------- | ------------------------- | ---------------------------- | ----------------------- | -------------------------- |
| 2018                | Justina Di Stasiová (CAN) | Očirbatyn Nasanburmá (MGL)   | Martina Kuenzová (AUT)  | Buse Tosunová (TUR)        |
| 2019                | Natalja Vorobjovová (RUS) | Alina Berežná (UKR)          | Masako Furuičiová (JPN) | Pcha Li-cha (CHN)          |
| 2021                | Masako Furuičiová (JPN)   | Zhamila Bakbergenova (KAZ)   | Buse Tosunová (TUR)     | Anna Schell (GER)          |
| 2022                | Amit Elor (USA)           | Zhamila Bakbergenova (KAZ)   | Alexandra Anghel (ROU)  | Masako Furuichi (JPN)      |
| 2023                | Amit Elor (USA)           | Enkh-Amaryn Davaanasan (MGL) | Miwa Morikawa (JPN)     | Zhamila Bakbergenova (KAZ) |
| 2024                | Ami Ishii (JPN)           | Zhamila Bakbergenova (KAZ)   | Adéla Hanzlíčková (CZE) | Kylie Welker (USA)         |
| 2025                |                           |                              |                         |                            |
| 72 kg: 2018–doposud |                           |                              |                         |                            |

## Těžká váha
| Rok                                                                   | Zlato                     | Stříbro                     | Bronz                        | Bronz                        |
| --------------------------------------------------------------------- | ------------------------- | --------------------------- | ---------------------------- | ---------------------------- |
| 1987                                                                  | Patricia Rossigno (FRA)   | Miyako Shimizu (JPN)        | Nebyla udělena               | Nebyla udělena               |
| 1989                                                                  | Miyako Shimizu (JPN)      | Kirsten Borgen (NOR)        | Nebyla udělena               | Nebyla udělena               |
| 1990                                                                  | Yayoi Urano (JPN)         | Ma Su-hui (TPE)             | Helen Mitzifri (GRE)         | Helen Mitzifri (GRE)         |
| 1991                                                                  | Liu Dongfeng (CHN)        | Jeun Kyung-Ran (KOR)        | Ljudmila Golikovová (URS)    | Ljudmila Golikovová (URS)    |
| 1992                                                                  | Liu Dongfeng (CHN)        | Mitsuko Funakoshi (JPN)     | Linda Johnsen-Holmeide (NOR) | Linda Johnsen-Holmeide (NOR) |
| 1993                                                                  | Liu Dongfeng (CHN)        | Mikiko Miyazaki (JPN)       | Linda Johnsen-Holmeide (NOR) | Linda Johnsen-Holmeide (NOR) |
| 1994                                                                  | Mitsuko Funakoshi (JPN)   | Jevgenija Osipenková (RUS)  | Elisaveta Toleva (BUL)       | Elisaveta Toleva (BUL)       |
| 1995                                                                  | Liu Dongfeng (CHN)        | Mitsuko Funakoshi (JPN)     | Tetyana Komarnicka (UKR)     | Tetyana Komarnicka (UKR)     |
| 1996                                                                  | Liu Dongfeng (CHN)        | Kristie Stenglein (USA)     | Sha Ling-li (TPE)            | Sha Ling-li (TPE)            |
| 1997                                                                  | Kyoko Hamaguchi (JPN)     | Kristie Stenglein (USA)     | Liu Dongfeng (CHN)           | Liu Dongfeng (CHN)           |
| 1998                                                                  | Kyoko Hamaguchi (JPN)     | Kristie Stenglein (USA)     | Edyta Witkowska (POL)        | Edyta Witkowska (POL)        |
| 1999                                                                  | Kyoko Hamaguchi (JPN)     | Kristie Marano (USA)        | Christine Nordhagen (CAN)    | Christine Nordhagen (CAN)    |
| 2000                                                                  | Christine Nordhagen (CAN) | Edyta Witkowska (POL)       | Kyoko Hamaguchi (JPN)        | Kyoko Hamaguchi (JPN)        |
| 2001                                                                  | Edyta Witkowska (POL)     | Ma Bailing (CHN)            | Nina Englich (GER)           | Nina Englich (GER)           |
| 2002                                                                  | Kyoko Hamaguchi (JPN)     | Wang Xu (CHN)               | Edyta Witkowska (POL)        | Edyta Witkowska (POL)        |
| 2003                                                                  | Kyoko Hamaguchi (JPN)     | Toccara Montgomery (USA)    | Wang Xu (CHN)                | Wang Xu (CHN)                |
| 2005                                                                  | Iris Smith (USA)          | Kyoko Hamaguchi (JPN)       | Anita Schätzle (GER)         | Svetlana Saenko (UKR)        |
| 2006                                                                  | Stanka Zlatevová (BUL)    | Kyoko Hamaguchi (JPN)       | Elena Perepelkina (RUS)      | Kristie Marano (USA)         |
| 2007                                                                  | Stanka Zlatevová (BUL)    | Kristie Marano (USA)        | Olga Zhanibekova (KAZ)       | Guzel Manyurova (RUS)        |
| 2008                                                                  | Stanka Zlatevová (BUL)    | Hong Yan (CHN)              | Ohenewa Akuffo (CAN)         | Kyoko Hamaguchi (JPN)        |
| 2009                                                                  | Qin Xiaoqing (CHN)        | Ochirbatyn Burmaa (MGL)     | Stanka Zlatevová (BUL)       | Maider Unda (ESP)            |
| 2010                                                                  | Stanka Zlatevová (BUL)    | Ohenewa Akuffo (CAN)        | Kyoko Hamaguchi (JPN)        | Jekatěrina Bukinová (RUS)    |
| 2011                                                                  | Stanka Zlatevová (BUL)    | Jekatěrina Bukinová (RUS)   | Vasilisa Marzaljuková (BLR)  | Ali Bernard (USA)            |
| 2012                                                                  | Jenny Fransson (SWE)      | Guzel Manyurova (KAZ)       | Vasilisa Marzaljuková (BLR)  | Xu Qing (CHN)                |
| 2013                                                                  | Zhang Fengliu (CHN)       | Natalja Vorobjovová (RUS)   | Ochirbatyn Burmaa (MGL)      | Adeline Gray (USA)           |
| 2014                                                                  | Adeline Gray (USA)        | Aline Ferreira (BRA)        | Zhou Qian (CHN)              | Ochirbatyn Burmaa (MGL)      |
| 2015                                                                  | Adeline Gray (USA)        | Zhou Qian (CHN)             | Vasilisa Marzaljuková (BLR)  | Epp Mäe (EST)                |
| 2017                                                                  | Yasemin Adarová (TUR)     | Vasilisa Marzaljuková (BLR) | Justina Di Stasiová (CAN)    | Hiroe Suzukiová (JPN)        |
| 2018                                                                  | Adeline Grayová (USA)     | Yasemin Adarová (TUR)       | Hiroe Minagawaová (JPN)      | Erica Wiebeová (CAN)         |
| 2019                                                                  | Adeline Grayová (USA)     | Hiroe Minagawaová (JPN)     | Epp Mäeová (EST)             | Aline Fockenová (GER)        |
| 2021                                                                  | Adeline Grayová (USA)     | Epp Mäeová (EST)            | Samar Amerová (EGY)          | Aiperi Medet Kyzyová (KGZ)   |
| 2022                                                                  | Yasemin Adarová (TUR)     | Samar Amer (EGY)            | Yuka Kagami (JPN)            | Epp Mäeová (EST)             |
| 2023                                                                  | Yuka Kagami (JPN)         | Aiperi Medet Kyzy (KGZ)     | Tatiana Rentería (COL)       | Adeline Gray (USA)           |
| 2024                                                                  | nebyla na programu        | nebyla na programu          | nebyla na programu           | nebyla na programu           |
| 2025                                                                  |                           |                             |                              |                              |
| 75 kg: 1987–2001 • 72 kg: 2002–2013 • 75 kg: 2014–2017 • 76 kg: 2018– |                           |                             |                              |                              |

## Ukončené disciplíny

### Papírová váha
| Rok              | Zlato                  | Stříbro                     | Bronz                       | Bronz |
| ---------------- | ---------------------- | --------------------------- | --------------------------- | ----- |
| 1987             | Brigitte Weigert (BEL) | Anne Johnsen (NOR)          | Šoko Jošimura (JPN)         |       |
| 1989             | Šoko Jošimura (JPN)    | Chuang Jü-sin (TPE)         | Trine Strand (NOR)          |       |
| 1990             | Šoko Jošimura (JPN)    | Marie Ziegler (USA)         | Chen Huei-hsiang (TPE)      |       |
| 1991             | Zhong Xiue (CHN)       | Marie Ziegler (USA)         | Šoko Jošimura (JPN)         |       |
| 1992             | Pan Yanping (CHN)      | Šoko Jošimura (JPN)         | Taťjana Karamčakovová (RUS) |       |
| 1993             | Šoko Jošimura (JPN)    | Trine Strand (NOR)          | Taťjana Karamčakovová (RUS) |       |
| 1994             | Šoko Jošimura (JPN)    | Taťjana Karamčakovová (RUS) | Dana Durecová (CZE)         |       |
| 1995             | Šoko Jošimura (JPN)    | Mette Barlie (NOR)          | Vickie Zummo (USA)          |       |
| 1996             | Zhong Xiue (CHN)       | Almuth Leitgeb (AUT)        | Šoko Jošimura (JPN)         |       |
| 44 kg: 1987–1996 |                        |                             |                             |       |